# Carencro
La ville de Carencro est une banlieue de Lafayette dans l’État de la Louisiane.
La population était de 6 120 en 2000.
Lafayette est située à 30°12'50" de latitude nord et 92°1'46" de longitude ouest, dans le sud de la Louisiane, à la jonction des autoroutes 10 et 49.

## Premiers colons
Peu d'Européens ont colonisé cet endroit jusqu'à l'arrivée des Acadiens en 1765.  Ces Acadiens reçurent les terres le long du Bayou de Carencro.  Jean et Marin Mouton, Charles Peck, Louis Pierre Arceneaux, et autres, ont établi des fermes laitières dans le voisinage.  D'autres colons sont venus après 1770.  Le gouverneur espagnol, Alejandro O'Reilly donna à ceux qui possédaient plus de 100 vaches, 42 arpents de front et 42 arpents de profond.

## Jumelage
- Dieppe (Canada)
- Leuze-en-Hainaut (Belgique)